# Johann Adolph Steinberger
Johann Adolph Joseph Steinberger (* 24. Juli 1777 in Dormagen; † 14. September 1866 in Köln) war von 1823 bis 1848, und damit mit 25 Jahren Dienstzeit, der bis jetzt am längsten amtierende Oberbürgermeister der Stadt Köln.

## Biografie
Adolph Steinberger absolvierte an der Universität zu Köln ein Jurastudium. Anschließend war er zunächst als Rechtsanwalt tätig. 1805 wurde er Sekretär am Aachener Handelsgericht, darauf Sekretär der französischen Präfektur in Aachen und schließlich Notar. Nachdem bereits sein Bruder Joseph Steinberger 1805 Notar in Köln geworden war, gelang es auch ihm, 1809 nach Köln versetzt zu werden. In der preußischen Zeit Kölns wurde Adolph Steinberger dazu noch Ergänzungsrichter am Kreisgericht in Köln.

## Politische Tätigkeit
In der preußischen Zeit wandte sich Adolph Steinberger der Kommunalpolitik zu. Zunächst war er von 1817 bis 1823 Stadtrat in Köln. Dem rheinischen Provinziallandtag gehörte er von 1837 bis 1841 als Vertreter des dritten Standes an. Sein wichtigstes Amt war allerdings das des Oberbürgermeisters von Köln. Er übte dieses Amt vom 8. November 1823 bis zum 8. November 1848 aus. In den folgenden Jahren gelang es Adolph Steinberger, viele Ämter in seiner Person zu bündeln. So war er Verwaltungsmitglied und Vorsitzender der Rheinischen Eisenbahngesellschaft, Verwaltungsratsmitglied und stellvertretender Vorsitzender der Köln-Mindener Eisenbahn-Gesellschaft, Mitglied des Gewerbevereins, Mitglied und Präsident der Kölner Handelskammer, Vorstandsmitglied des Dombauvereins, Vorstandsmitglied der Concert-Gesellschaft, des Städtischen Gesangvereins und Mitglied der Olympischen Gesellschaft. Außerdem war er seit 1815 Meister vom Stuhle der Freimaurerloge St. Johannis zum Vaterländischen Vereine. In seiner Amtszeit verlor Köln im Jahre 1831 seine damalige Haupteinnahmequelle, das Umschlagsrecht. 1837 beteiligte sich Adolph Steinberger während der Kölner Wirren als preußischer Militäroffizier an der Verhaftung des damaligen Kölner Erzbischofs. Als 1848 in Köln die Revolution ausbrach, hatte Adolph Steinberger daran wesentlichen Anteil, denn der Kölner Stadtrat hatte sich geweigert, eine Bittschrift von 5.000 Menschen anzunehmen. Trotz der revolutionären Wirren im Jahre 1848 konnte sich Adolph Steinberger bis zum 8. November 1848 als Oberbürgermeister halten.

## Musik
Adolph Steinberger gehörte mit weiteren Kölner Persönlichkeiten zu den Gründern des „Kölner Kammermusik-Quartett-Verein“ im Jahre 1810, der Abonnementskonzerte ab 1812 organisierte. 1826 wurden diese Konzerte von der „Concert-Gesellschaft“ aufgeführt. Adolph Steinberger spielte Geige im Domorchester.

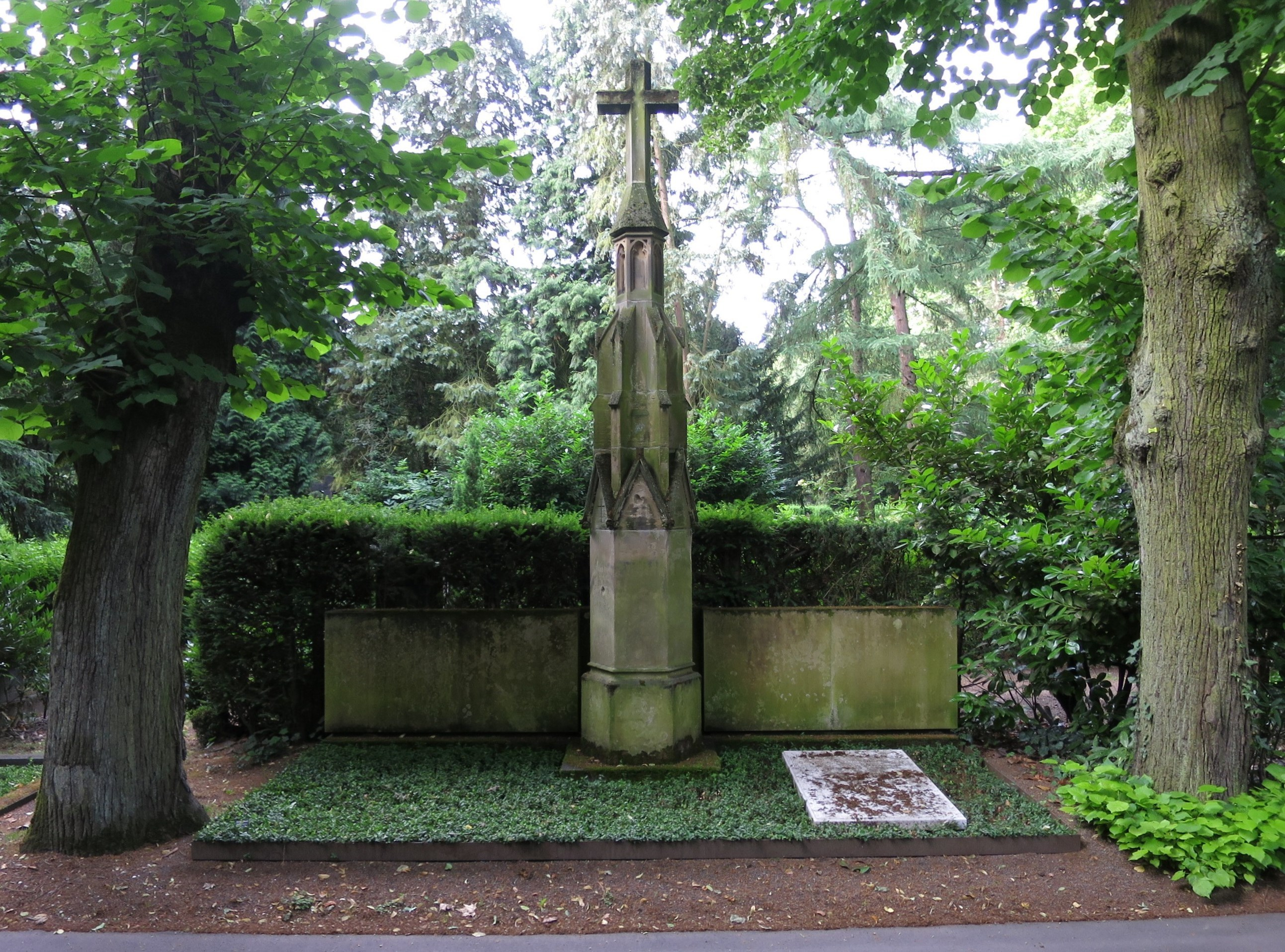
Alte Grabstätte Steinberger – nun Patenschaftsgrab der Familie Fritzen (Juni 2018)

## Familie
Adolph Steinberger vermählte sich am 27. Dezember 1806 mit Agnes Kauhlen aus Bonn. Ihr Vater, der Arzt Franz Wilhelm Kauhlen, wurde 1777 kurfürstlicher Hofrat und einige Jahre später Professor für Medizin. Ihr Onkel Mathias Kauffmann wirkte seit 1806 als Kämmerer der Stadtverwaltung in Köln. Die Eheleute Steinberger hatten zwei Töchter und den Sohn Friedrich Steinberger, Justizrat und später Anwalt.
Steinberger wurde im Familiengrab auf dem Kölner Friedhof Melaten (Lit. F Nr. 97-100) beigesetzt. Die Grabstätte wurde inzwischen in ein Patenschaftsgrab umgewandelt.